# 태지
태지(苔紙)는 김안국이 1541년(중종 36년) 처음으로 만든 한지이며, 재료는 닥나무 섬유에 녹색의 수태(水苔)이다.
태지는 조선 왕실이나 상류층 간에 주고받던 서찰에 주로 쓰인 한지이며, 화학펄프 종이의 보급과 함께 사라진 후 원료와 제조방법 등이 제대로 전해지지 않았다. 흰색 바탕의 종이에 가느다란 녹색 실무늬처럼 더해진 태의 장식이 아름답다.
내구성과 보존성이 좋아 국내외에서 우수성을 인정받았지만, 명확한 제조법이 전수되지 않은 채 사라진 태지는 국립산림과학원, 경남과학기술대, 조현진한지연구소, 신현세전통한지와 공동 작업을 진행해 전통적인 제조방법을 복원해냈다. 그와 함께 태지 실물을 수집한 후 현미경으로 구조를 분석해 그 재료인 수태(水苔)가 민물에 서식하는 해캄류라는 사실을 확인했다.
1933년 태지를 수집한 세계적 종이연구가 다드 헌터(Dard Hunter)가 태지를 당시 국내에서 제조된 종이 가운데 최고라고 극찬했다는 얘기도 전해진다.